# Automobiles Raskin
Automobiles Raskin war ein belgischer Hersteller von Automobilen. Der Markenname lautete RAL, als Abkürzung für Raskin Automobile Liège.

## Unternehmensgeschichte
Hubert Raskin und F. Aigret gründeten 1903 das Unternehmen an der Rue Frederic Nyst in Lüttich. Sie waren als Werkstatt und Autohandel tätig. 1910 begann die Produktion von Automobilen. 1914 endete die Produktion.

## Fahrzeuge
1913 standen zwei Modelle im Sortiment. Der Typ A hatte einen Vierzylindermotor mit 1593 cm³ Hubraum, der Typ B ebenfalls einen Vierzylindermotor mit 1743 cm³ Hubraum. Die Motoren waren vorne im Fahrgestell montiert und trieben die Hinterachse an. Bezogen auf die Karosserieformen gab es die Modelle Z als zweisitzigen Torpedo, X als viersitzigen Torpedo und U als zweisitziges Coupé.